# Abbaye de Kornelimünster
L'abbaye de Kornelimünster,  également appelée abbaye Saint-Corneille sur Inde, près d'Aix-la-Chapelle (Allemagne), était une abbaye d'Empire de 814 à 1804. Elle a été fondée une seconde fois par les bénédictins de la congrégation de Subiaco en 1906, sous le patronage de saint Benoît d'Aniane et de saint Corneille.

## Histoire

### Une fondation impériale
L'abbaye a été fondée par saint Benoît d'Aniane et Louis le Pieux en 814, comme Monasterium ad Indam. Ce monastère était connu comme monastère du Rédempteur-sur-l'Inde (l'Inde étant un affluent de la Roer).
Saint Benoît d'Aniane descend d'une famille de la noblesse wisigothe du sud de la France actuelle. Il est élevé à la Cour du roi Pépin. Il devient moine et fonde une communauté à Aniane près de Montpellier en 779.

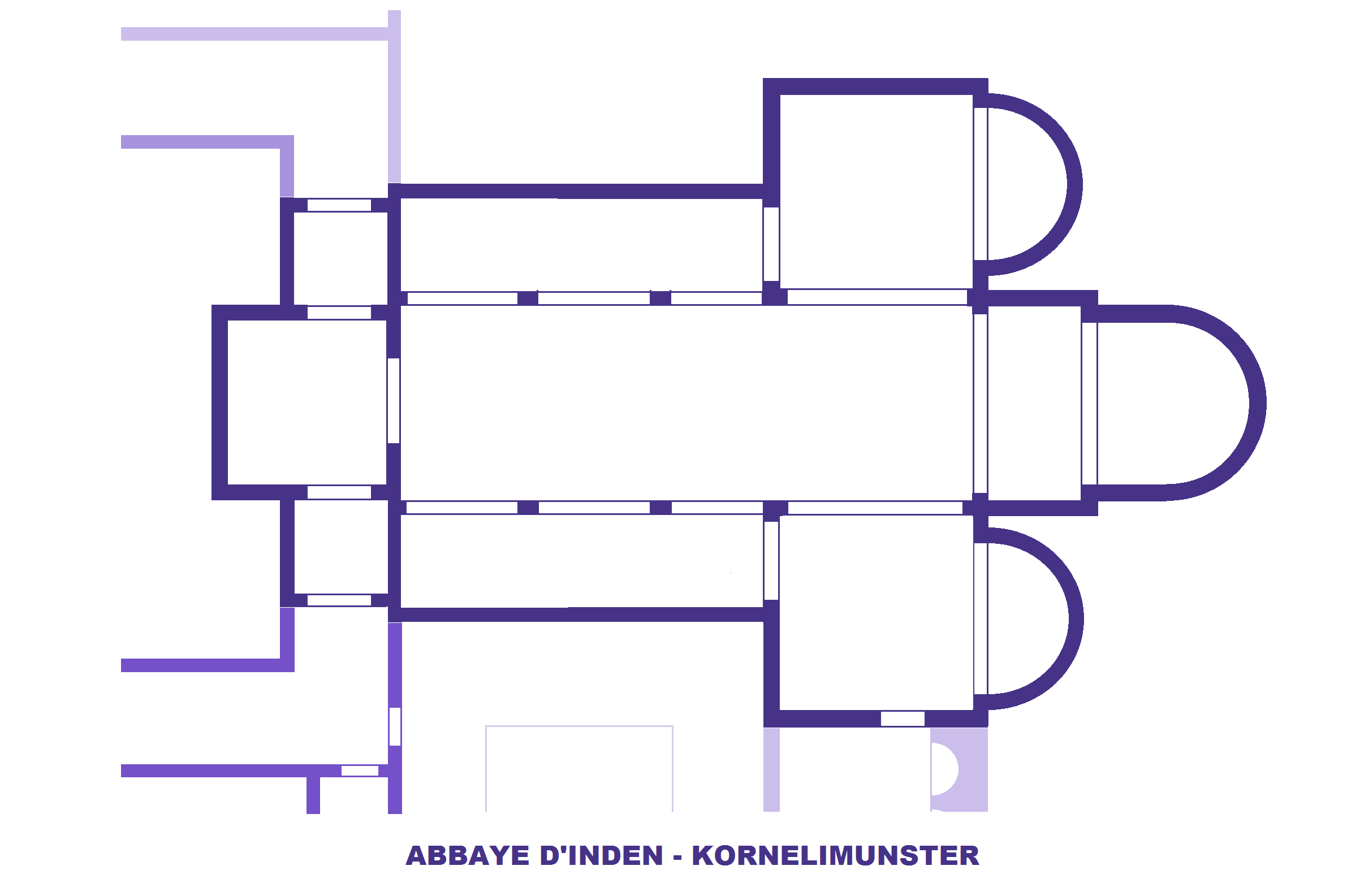
Plan de l'église à l'époque carolingienne.

Il entre alors dans le cercle des conseillers de Louis le Pieux, fils de Charlemagne et roi du royaume des Francs. Il le suit à la Cour d'Aix-la-Chapelle et participe au synode de 816-818. La règle de saint Benoît se répand dans les monastères d'Europe et Benoît d'Aniane la recommande pour les moines. C'est à cette époque qu'est fondé le monastère.
Louis le Pieux fait don de trois reliques insignes, celle du linteum Domini, le linge avec lequel le Seigneur a lavé les pieds de ses disciples avant la dernière Cène, celle du sindon munda, linceul du Christ, et enfin celle du sudarium Domini, linge qui essuya la sueur du Christ et qui fut découvert dans son tombeau vide par saint Jean et saint Pierre. Une partie du linceul est donnée à l'abbaye de Compiègne par Charles le Chauve en 875. L'abbaye reçoit aussi des reliques de saint Corneille et de saint Cyprien. Le monastère s'intitule alors Monasterium Sancti Corneli ad Indam.
L'abbaye devient donc un lieu de pèlerinage extrêmement fréquenté, et pour les peuples germaniques aussi fréquenté que celui d'Aix-la-Chapelle, et est le point de départ obligé des pèlerinages vers Rome, Saint-Jacques-de-Compostelle ou la Terre sainte.

### Une reconstruction au Saint Empire romain germanique
L'abbaye est pillée par les Normands en 881 et reconstruite sous le règne d'Othon III. L'abbé devient alors prince-évêque et Kornelimünster jouit de privilèges importants. L'abbaye est immédiate, elle a des privilèges commerciaux et juridiques et possède de grands domaines qui s'agrandissent par de pieuses donations, avec des villes et des villages entiers sous sa juridiction. Le patrimoine de l'abbaye comprend le chapitre de Sclayn et la ville de Renaix ("Tenement d'Inde"). L'Abbaye possède environ de 10 000 hectares de terrain agricole en 1798.

### Une dernière reconstruction au XIVe s.
L'abbaye est encore reconstruite au début du XIVe siècle, après une révolte de bourgeois aixois, puis agrandie aux XVe, XVIe et XVIIIe siècles. L'abbaye sous sa forme actuelle, avec trois ailes, est construite entre 1721 et 1728.
Les moines doivent fuir en 1792 et à nouveau en 1794 devant l'arrivée des troupes révolutionnaires françaises. Napoléon qui occupe la Rhénanie fait fermer les monastères. Kornelimünster est vendue à un fabricant de drap en 1807. Elle retrouve sa vocation religieuse, à la fin du XIXe siècle, en abritant dans ses murs un séminaire catholique.

## Seconde fondation

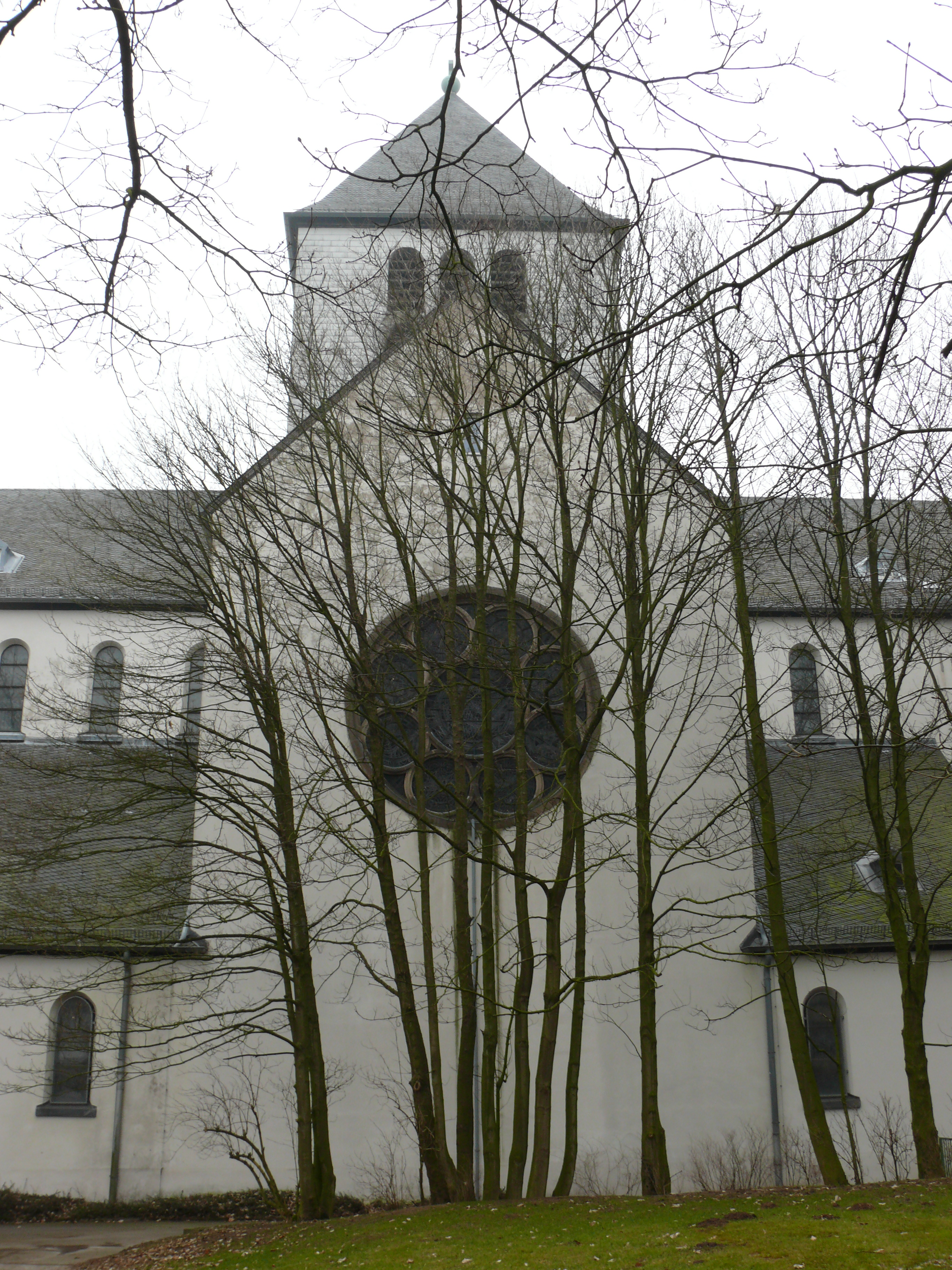
Vue de l'église de la nouvelle abbaye.

Les moines allemands de l'abbaye Saint-Clément de Merkelbeek, fondée par la congrégation de Subiaco au moment du Kulturkampf aux Pays-Bas, viennent refonder l'abbaye en 1906, mais dans un autre lieu plus à l'ouest. Ils  ne s'installent au complet qu'en 1908 après l'aménagement des nouveaux bâtiments.
Les vocations ne manquent pas malgré les vexations politiques jusqu'en 1945, la nouvelle fondation de Kornelimünster est érigée en abbaye en 1953. Son premier abbé résident est le P. Bonifatius Becker (1898-1981) de 1956 à 1967. L'abbaye dirige un internat entre 1948 et 1988. Aujourd'hui les neuf moines, dirigés depuis 2008 par le père-abbé Friedhelm Tissen, s'occupent de retraitants et des paroisses environnantes.

## Armoiries
| Blason | Blasonnement : . |

## Liste des abbés
- 815–821: Benedictus van Aniane
- 821–842: Wikard
- 843–851: Adelang
- Syfort
- Odelin
- ?–881: Rodoard
- 881–887: Revelong
- ca 892: Egilhard
- ca 914: Adagrin
- ?–920: Erich
- 920–931: Erenbald
- 931–938: Balderich
- ca 948: Berthold I
- ?–978: Nikard
- 978–988: Hendrik I
- ca 997: Lantfried
- Libertus
- 1064–?: Winrich I
- Richard
- Gerhard
- Dirk (Dietrich)
- Rudolf
- 1135–1155: Anno
- Werner
- 1212–1215: Florent I
- 1220–1247: Florent II
- ca 1248: Albert I
- 1257–1258: Willem I
- ?–1263: Siger
- 1263–1271:Johan I
- 1278–1309: Reinhold
- 1310: Arnold I van Molenark
- 1319–1321: Reimar
- 1324–1333: Arnold II
- 1340–1355: Richald
- 1355–1380: Johan II van Löwendael
- 1380–1392: Winrich II van Kintsweiler
- 1392–1400: Bawin Barm van Metzenhausen
- 1400–1407: Peter van Roden
- 1407–1434: Winand van Rohr
- 1434–1450: Hendrik II van Gertzen
- 1450–1481: Herbert van Lulsdorf
- 1481–1491: Wilhelm II von Ghoer
- 1491-1531: Hendrik van Binsfeld
- 1645-1652: Hendrik van Friemersdorf
- 1652-1699: Bertram Gozewijn van Gevertshagen
- 1699–1713: Rutger Stefan von Neuhoff-Ley
- 1713–1744: Hyacinth Alphonse de Sluys
- 1745–1764: Karl Ludwig von Sickingen-Ebernburg
- 1764–1803: Matthias Ludwig von Plettenberg-Engsfeld

## Galerie

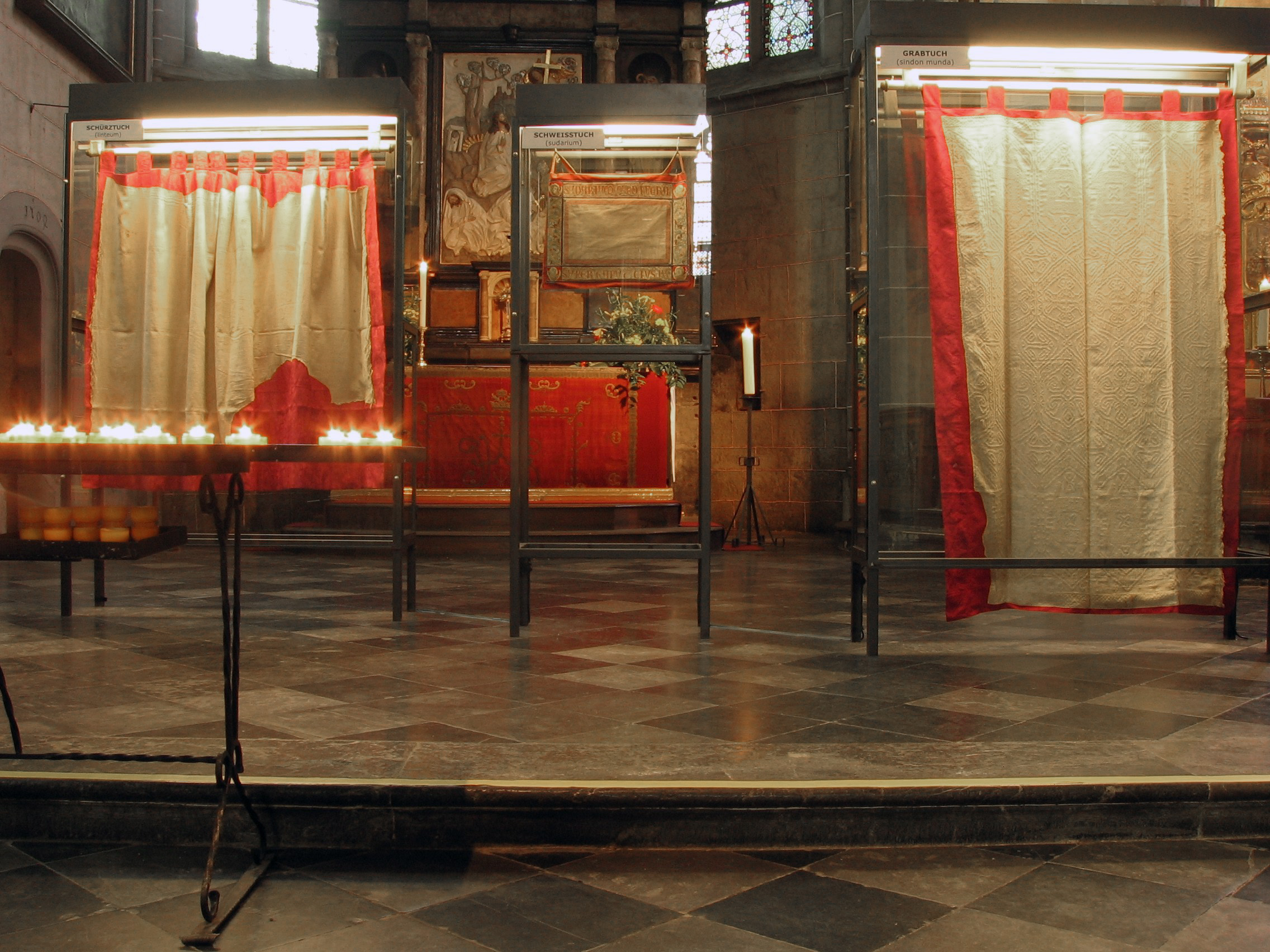
Les reliques.
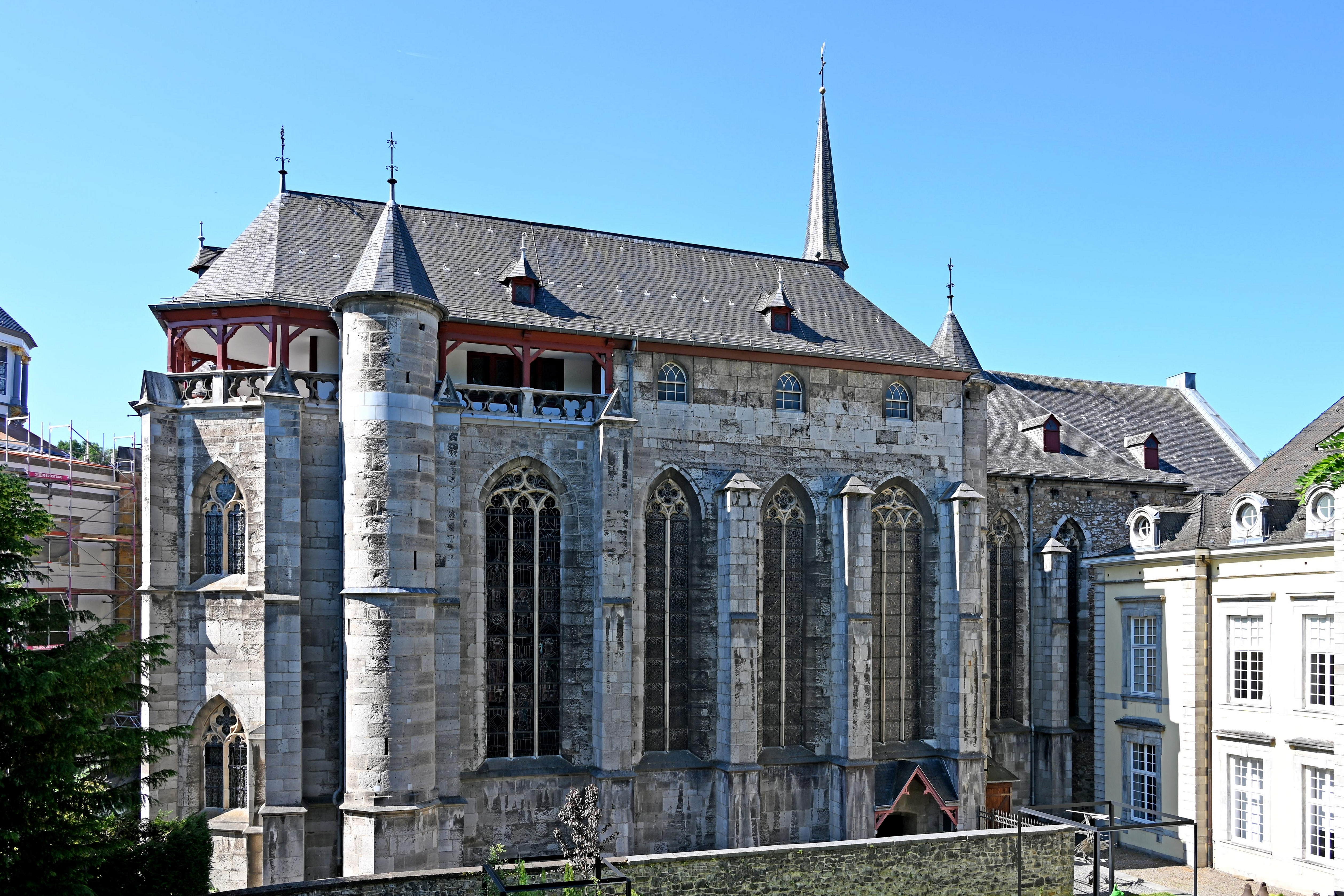
L'église de l'ancienne abbaye.
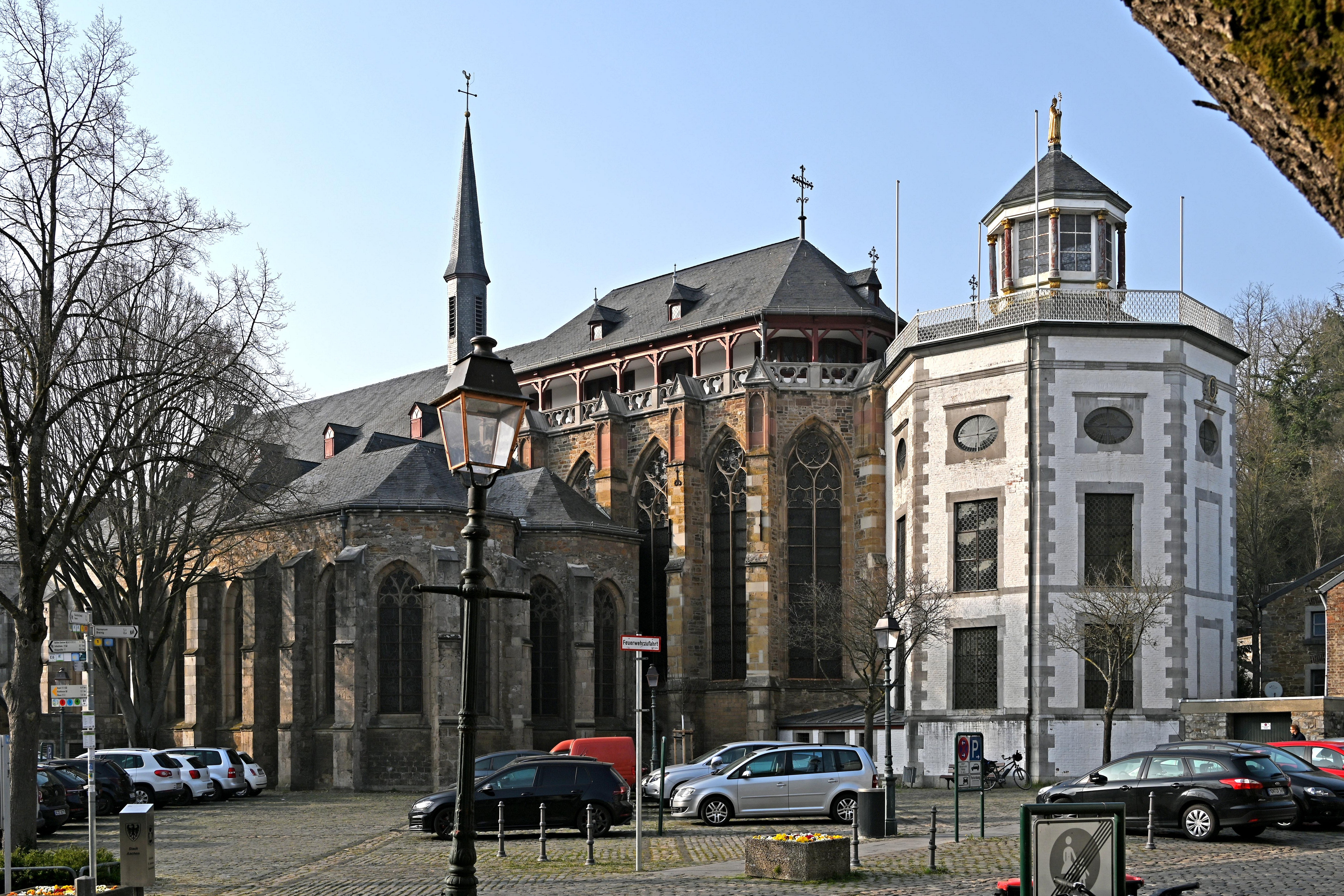
La place devant l'église de l'ancienne abbaye.
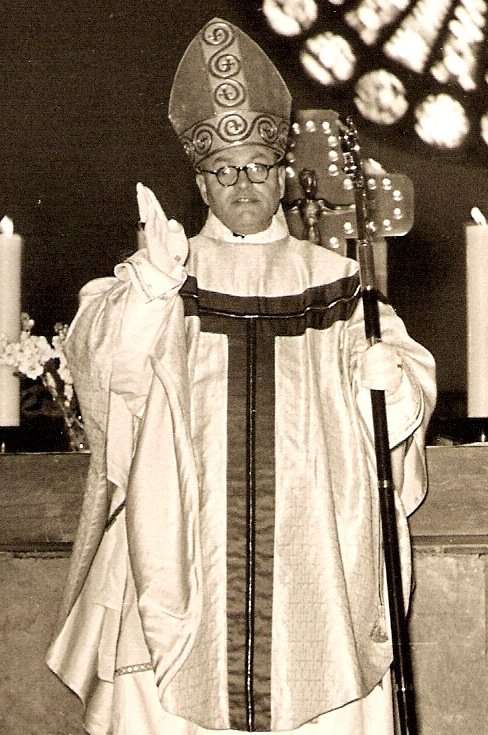
Photographie de l'abbé Bonifatius Becker en 1956.